# Omicrabulus triangularis
Omicrabulus triangularis är en stekelart som först beskrevs av Giordani Soika 1944.  Omicrabulus triangularis ingår i släktet Omicrabulus och familjen Eumenidae. Inga underarter finns listade i Catalogue of Life.